# بدري باتاركتسيشفيلي
بدري باتاركتسيشفيلي (بالجورجية: ბადრი პატარკაციშვილი)‏ (31 أكتوبر 1955 في تبليسي - 12 فبراير 2008 ) سياسي، ورائد أعمال من الاتحاد السوفيتي.

## روابط خارجية
- بدري باتاركتسيشفيلي على موقع أوليمبيديا (الإنجليزية)